# Pietro Zazzi
Pietro Zazzi (22 luglio 1994) è uno sciatore alpino italiano.

## Biografia
Specialista delle prove veloci originario di Bormio e attivo dal dicembre del 2009, Zazzi ha esordito in Coppa Europa il 26 gennaio 2016 a Davos in discesa libera (46º) e in Coppa del Mondo il 29 dicembre 2020 a Bormio in supergigante (36º); il 12 gennaio 2023 ha conquistato il primo podio in Coppa Europa, a Sella Nevea in discesa libera (2º). Non ha preso parte a rassegne olimpiche o iridate.

## Palmarès

### Coppa del Mondo
- Miglior piazzamento in classifica generale: 85º nel 2024

### Coppa Europa
- Miglior piazzamento in classifica generale: 31º nel 2023
- 2 podi:
  - 1 secondo posto
  - 1 terzo posto

### Campionati italiani
- 3 medaglie:
  - 1 oro (supergigante nel 2023)
  - 2 argenti (supergigante nel 2022; discesa libera nel 2023)